# Heinz Seiler
Heinz Seiler (* 23. April 1920 in Fraureuth; † 15. September 2002 in Berlin) war ein deutscher Handballtrainer und -spieler.
Seiler stand im Aufgebot der DDR-Nationalmannschaft und bestritt drei Feldhandball-Länderspiele (1 Tor) für die Auswahl. Ab 1953 war Seiler Auswahltrainer der DDR-Auswahl der Männer und blieb dies bis Mai 1976. Anschließend fungierte er als „Cheftrainer“ des DHV, was ein rein administrativer Posten war. Als Trainer der Männerauswahl folgte ihm sein langjähriger Assistenztrainer Paul Tiedemann.
Als Auswahltrainer betreute er die gemeinsame deutsche Auswahl bei der Handball-Weltmeisterschaft (WM) 1958 (dritter Platz), der Feldhandball-WM 1959 (Weltmeister) und der WM 1961 (vierten Platz). Er war Trainer der DDR-Mannschaft bei der Feldhandball-WM 1963 (Weltmeister), WM 1964, Feldhandball-WM 1966, WM 1967, WM 1970 (Vize-Weltmeister) und WM 1974 (Vize-Weltmeister).
Seiler war in den 1980er Jahren in verschiedenen Kommissionen der internationalen Handballföderation tätig.

## Belege
1. ↑  Heinz Seiler ist tot. In: Berliner Zeitung. 17. September 2002, abgerufen am 9. Juni 2015.
2. ↑  Statistik auf dhb.de
3. ↑  Horst Lang: Ein Handball-Leben auf der Bank. In: Berliner Zeitung. 21. April 1995, abgerufen am 9. Juni 2015.

| Personendaten    | Personendaten                                 |
| ---------------- | --------------------------------------------- |
| NAME             | Seiler, Heinz                                 |
| KURZBESCHREIBUNG | deutscher Handballspieler und Handballtrainer |
| GEBURTSDATUM     | 23. April 1920                                |
| GEBURTSORT       | Fraureuth                                     |
| STERBEDATUM      | 15. September 2002                            |
| STERBEORT        | Berlin                                        |